# Ormosia schunkei
Ormosia schunkei är en ärtväxtart som beskrevs av Velva Elaine Rudd. Ormosia schunkei ingår i släktet Ormosia och familjen ärtväxter. Inga underarter finns listade i Catalogue of Life.